# Bondo District
Der Bondo District war ein Distrikt in der Provinz Nyanza in Kenia. Die Hauptstadt des Distrikts war Bondo. Der Distrikt grenzte an den Victoriasee und im Westen an Uganda. Bis 1998 gehörte das Gebiet zum Siaya District. Bondo District unterteilte sich in fünf Divisionen: Maranda, Nyang’oma, Rarieda, Madiany und Usigu.:S. 8 Im Rahmen der Verfassung von 2010 wurden die kenianischen Distrikte aufgelöst. Das Gebiet gehört heute zum Siaya County.

## Wirtschaft
Die meisten Menschen im Bondo District lebten von Landwirtschaft, Viehzucht und Fischerei. Das Gebiet des Bondo Districts umfasste eigentlich 1972 km², davon 1000 km² Wasserfläche im Victoriasee.:S. 8 70,6 % der Menschen lebten 2007 unterhalb der Armutsgrenze. Bondo District galt damit als einer der ärmsten Bezirke in Kenia.:S. 11
Angebaut wurden vor allem Baumwolle, Hirse, Sorghumhirse, Bohnen, Mais, Maniok und Kartoffeln.:S. 24  Die Viehzucht konzentrierte sich auf Milchkühe und Zebus, Schafe, Hausziegen und Geflügel.
Die Fischer fingen hauptsächlich Nilbarsch, Tilapiini und Rastrineobola argentea. 2007 gab es zehn Aquakultur-Betriebe mit 18 Fischteichen.:S. 43

## Tourismus
Im Distrikt gab es fünf Hotels, alle in der Hauptstadt Bondo gelegen. Dort fanden hauptsächlich Seminare und Workshops statt, der Tourismus war nicht sehr ausgeprägt. Mit den Migwena Sports and Cultural Festivals, dem Jaramogi Oginga-Odinga-Mausoleum und den Ramogi Hills, einer prähistorischen Stätte der Luo, verfügte der Distrikt über potentielle Touristenattraktionen. Weiterhin konnten im Rahmen des Ökotourismus wildlebende Vögel und am Fluss Yala Wasserbüffel, Krokodile und Sitatungas beobachtet werden.:S. 66

## Gesundheitswesen
Im Bondo District gab es 2007 43 Einrichtungen des Gesundheitswesens. Unter den staatlichen Einrichtungen verfügte 2007 nur das District Hospital über Ärzte. Das Arzt-Patientenverhältnis lag bei 1:1700, eine Krankenschwester versorgte 50 Patienten. Hauptsächlich wurden Malaria, Durchfallerkrankungen, Atemwegsinfektionen (einschließlich Tuberkulose), Hautkrankheiten und HIV-positive Patienten bzw. an Aids erkrankte Patienten behandelt. Die Prävalenz für HIV und Aids lag bei 23,6 %.:S. 19

## Bildung
Bondo District verfügte 2007 über 245 Primary Schools und 45 Secondary Schools, eine Schule für Gehörlose und eine Schule für geistig behinderte Kinder. An weiterführenden Schulen gab es ein Technisches Institut und ein College.:S. 20

## Flora und Fauna
Wälder gab es im Bondo District auf den Hügelspitzen, im Flachland gab es keine nennenswerte Bewaldung. In den Wäldern wuchsen auch exotische Baumarten wie Callistris Robusta, Australische Silbereichen, Eukalyptus und verschiedene Vertreter aus der Gattung der Kassien. Außerdem wuchsen im District Akazien, Wüstendatteln, Schirmakazien und Iroko.:S. 56  Der größte Wald war mit 283 ha der Ramogi Forest in der Usigu Division. Die meisten Wälder befanden sich 2007 in einem guten Zustand.:S. 52 Das Abholzen der Wälder für Baumaterial war verboten. Das Bauholz wurde größtenteils aus der Provinz Rift Valley importiert.:S. 53
Im Bereich des Bondo Districts lebten vor allem Flusspferde, Krokodile, Wasserbüffel, Antilopen, Wildschweine und Sitatungas.:S. 55, 66